# Associazione Calcio Carpi 1999-2000
Questa pagina raccoglie le informazioni riguardanti l'Associazione Calcio Carpi nelle competizioni ufficiali della stagione 1999-2000.

## Stagione
Nella stagione 1999-2000 il Carpi disputa il girone B del campionato di Serie C2, con 19 punti si piazza per la seconda stagione consecutiva in ultima posizione di classifica, retrocedendo in Serie D con Tempio e Giorgione. Il torneo è stato vinto con 67 punti dalla Torres di Sassari che ha ottenuto la promozione diretta in Serie C1, accompagnata dalla Vis Pesaro che ha vinto i playoff. Nella Coppa Italia di Serie C la squadra biancorossa disputa il girone D di qualificazione, che ha promosso il Modena. Nel corso dell'estate la squadra carpigiana fallisce e cala il sipario sull'Associazione Calcio Carpi dopo 2341 partite di campionato, e nasce la nuova "Carpi Calcio" che riparte dal campionato di Eccellenza, dove rimarrà due stagioni, dalla stagione 2002-03 tornerà a disputare la Serie D.

## Rosa
| N. |                   | Ruolo | Calciatore         |
| -- | ----------------- | ----- | ------------------ |
|    | Italia (bandiera) | C     | Marco Bacchelli    |
|    | Italia (bandiera) | D     | Francesco Bastia   |
|    | Italia (bandiera) | C     | Fabio Battafarano  |
|    | Italia (bandiera) | D     | Cristian Benassi   |
|    | Italia (bandiera) | C     | Renzo Birarda      |
|    | Italia (bandiera) | D     | Luca Bonini        |
|    | Italia (bandiera) | C     | Marco Cunico       |
|    | Italia (bandiera) | A     | Michele De Simone  |
|    | Italia (bandiera) | P     | Giampaolo Di Magno |
|    | Italia (bandiera) | C     | Dario Gozzi        |
|    | Italia (bandiera) | C     | Matteo Iannitti    |
|    | Italia (bandiera) | D     | Omar Lepri         |
|    | Italia (bandiera) | D     | Paolo Lucarini     |

| N. |                   | Ruolo | Calciatore            |
| -- | ----------------- | ----- | --------------------- |
|    | Italia (bandiera) | A     | Matteo Materazzi      |
|    | Italia (bandiera) | C     | Simone Mazzocchi      |
|    | Italia (bandiera) | P     | Paolo Pizzoferrato    |
|    | Italia (bandiera) | D     | Francesco Quintavalla |
|    | Italia (bandiera) | D     | Luca Ruopolo          |
|    | Italia (bandiera) | D     | Antonio Sarcinella    |
|    | Italia (bandiera) | D     | Gianpaolo Specchia    |
|    | Italia (bandiera) | A     | Alberto Tenzon        |
|    | Italia (bandiera) | C     | Simone Teocoli        |
|    | Italia (bandiera) | C     | Gennaro Vado          |
|    | Italia (bandiera) | D     | Matteo Verdi          |
|    | Italia (bandiera) | C     | David Vernacchia      |
|    | Italia (bandiera) | A     | Ernesto Verolino      |

## Risultati

### Campionato

#### Girone di andata
| Arbitro: | Romeo (Verona) |

|              |           |                              |
| Viggiano 15’ | Marcatori | 25’ De Simone 71’ Vernacchia |

| Arbitro: | Amato (Castellammare di Stabia) |

|               |           |                                       |
| Materazzi 66’ | Marcatori | 17’ Bellucci 47’ Guerra 84’ Vicentini |

| Arbitro: | Giachero (Pinerolo) |

|                                                                                  |           |  |
| Sarcinella 5’ (aut.) Provitali 11’ Criniti 45+1’, 65’ (rig.) Gallicchio 79’, 86’ | Marcatori |  |

| Arbitro: | D'Aguanno (Marsala) |

|                |           |                           |
| Vernacchia 45’ | Marcatori | 10’ Actis Dato 13’ Lucchi |

| Arbitro: | P. Rossi (Forlì) |

|  |           |                     |
|  | Marcatori | 88’ (rig.) Franzini |

| Castel San Pietro Terme 10 ottobre 1999 6ª giornata | Castel San Pietro | 0 – 0 | Carpi | Stadio Comunale\| Arbitro: \| Cirone (Palermo) \| |
| Arbitro:                                            | Cirone (Palermo)  |       |       |                                                   |

| Arbitro: | Giangrande (L'Aquila) |

|  |           |                                  |
|  | Marcatori | 12’, 70’ Chechi 57’ Karasavvidis |

| Arbitro: | Bianchi (Lucca) |

|                  |           |  |
| Y. Pellegrini 3’ | Marcatori |  |

| Arbitro: | Tonin (Piombino) |

|  |           |                                  |
|  | Marcatori | 35’, 78’ Cornacchini 76’ Epifani |

| Arbitro: | Vicinanza (Albenga) |

|                                         |           |              |
| Graziani 58’ (rig.) Ricca 66’ Cossa 76’ | Marcatori | 27’ Verolino |

| Carpi 14 novembre 1999 11ª giornata | Carpi              | 0 – 0 | Faenza | Stadio Sandro Cabassi\| Arbitro: \| Mariuzzo (Venezia) \| |
| Arbitro:                            | Mariuzzo (Venezia) |       |        |                                                           |

| Arbitro: | M. Mazzoleni (Bergamo) |

|                                  |           |  |
| Conca 23’ Luciani 43’ Lauria 50’ | Marcatori |  |

| Arbitro: | Nicoletti (Macerata) |

|  |           |                        |
|  | Marcatori | 59’ Ortoli 64’ Gennari |

| Arbitro: | Gasparoni (Ancona) |

|                |           |  |
| F. Amoruso 39’ | Marcatori |  |

| Arbitro: | Marino (Roma) |

|                       |           |             |
| Calcagno 32’ Neri 47’ | Marcatori | 4’ Verolino |

| Arbitro: | Trefoloni (Siena) |

|              |           |                |
| Verolino 20’ | Marcatori | 41’ Gasparetto |

| Arbitro: | Porretta (Palermo) |

|                |           |              |
| Bordacconi 30’ | Marcatori | 60’ Specchia |

#### Girone di ritorno
| Arbitro: | Giammillaro (Messina) |

|                                |           |  |
| De Simone 15’, 53’ Benassi 56’ | Marcatori |  |

| Arbitro: | Micoli (Tivoli) |

|                       |           |              |
| Barbera 1’ Guerra 22’ | Marcatori | 71’ Verolino |

| Arbitro: | Ferlito (Prato) |

|                |           |                    |
| Vernacchia 66’ | Marcatori | 58’, 77’ Provitali |

| Arbitro: | Giangrande (L'Aquila) |

|  |           |            |
|  | Marcatori | 56’ Cunico |

| Arbitro: | Lecci (Varese) |

|                   |           |  |
| Tedeschi 20’, 28’ | Marcatori |  |

| Arbitro: | Ledda (Alghero) |

|                |           |              |
| Vernacchia 40’ | Marcatori | 42’ L. Galli |

| Arbitro: | Squillace (Catanzaro) |

|                                  |           |  |
| Chechi 47’ L. Amoruso 74’ (rig.) | Marcatori |  |

| Arbitro: | Giangrande (L'Aquila) |

|  |           |                                 |
|  | Marcatori | 62’ (aut.) Verdi 94’ A. Maniero |

| Arbitro: | Santoro (Domodossola) |

|            |           |              |
| Spilli 62’ | Marcatori | 7’ Mazzocchi |

| Carpi 19 marzo 2000 27ª giornata | Carpi                    | 0 – 0 | Maceratese | Stadio Sandro Cabassi\| Arbitro: \| Giordano (Caltanissetta) \| |
| Arbitro:                         | Giordano (Caltanissetta) |       |            |                                                                 |

| Arbitro: | Porretta (Palermo) |

|                                   |           |  |
| Gragnaniello 27’ (rig.) Villa 50’ | Marcatori |  |

| Arbitro: | Lucenti (Mestre) |

|  |           |                        |
|  | Marcatori | 20’, 76’ (rig.) Lauria |

| Arbitro: | Gasparoni (Ancona) |

|                                                     |           |            |
| Clara 20’ Segarelli 28’ Gennari 49’ Ortoli 58’, 90’ | Marcatori | 84’ Cunico |

| Arbitro: | Squillace (Catanzaro) |

|  |           |                |
|  | Marcatori | 81’ F. Amoruso |

| Arbitro: | Cuttica (Alessandria) |

|                      |           |                              |
| Materazzi 83’ (rig.) | Marcatori | 9’ (rig.) Calcagno 23’ Mauro |

| Arbitro: | Nicoletti (Macerata) |

|                               |           |  |
| De Zerbi 7’, 76’ Bonavina 32’ | Marcatori |  |

| Arbitro: | Nigro (Torre del Greco) |

|                                    |           |  |
| De Somone 15’ Gozzi 30’ Cunico 66’ | Marcatori |  |

### Coppa Italia

#### Girone D
| Arbitro: | Brighi (Cesena) |

|                        |           |                           |
| Verolino 52’, 64’, 86’ | Marcatori | 68’ Spezia 72’ Actis Dato |

| Arbitro: | Ponzalli (Firenze) |

|  |           |                 |
|  | Marcatori | 32’ (rig.) Osio |

| Arbitro: | Romeo (Verona) |

|                         |           |  |
| Barban 47’ Facchini 65’ | Marcatori |  |

| Arbitro: | Bonin (Trieste) |

|                         |           |               |
| Foschi 33’ Angelini 63’ | Marcatori | 41’ De Simone |

| 15 settembre 1999 5ª giornata |  | – Turno di riposo Carpi |  |  |